# Drehgestelltypen (Schweiz)
Hier soll chronologisch aufgezeigt werden, welche Drehgestell-Typen unter Schweizer Eisenbahnwagen verwendet wurden. Dieses Sachgebiet des schweizerischen Wagenbaus ist nicht sehr ausführlich dokumentiert, vor allem aber fehlen oft die offiziellen Typenbezeichnungen der Hersteller. Wo diese Typenbezeichnungen nicht bekannt sind, wird eine Bezeichnung aus Hersteller und erstem bekanntem Baujahr verwendet, gefolgt von einem Stern (*). Die Schreibweise mit Leerschlag oder Bindestrich ist uneinheitlich, oft findet man für denselben Drehgestelltyp beide Schreibweisen in Unterlagen der Hersteller vor. Hier wird zu Gunsten der Einheitlichkeit immer ein Bindestrich gesetzt.

## Hersteller
Die meisten Drehgestelle wurden vor der Jahrtausendwende hergestellt von
- SIG Neuhausen
- SWS Schlieren
- SWP Pratteln
- FFA Altenrhein

Durch die Umstrukturierungen im Fahrzeugbau sind es seither die globalen Anbieter
- Bombardier (Rechtsnachfolger von SWP/SWS)
- Stadler (inkl. früheres FFA-Werk), mit neuem Drehgestell-Werk in Winterthur
- Alstom (inkl. frühere SIG)
- Siemens

Bei den Güterwagen kommen schwergewichtig die international normierten Typen zum Einsatz, lediglich im Bereich Schmalspurbahnen gibt es einige Besonderheiten. Güterwagen-Drehgestelle wurden und werden hergestellt von
- den oben erwähnten Firmen SIG, SWS, SWP und FFA
- Firma Josef Meyer Rheinfelden (JMR)

## Liste der Drehgestelltypen
Geschweisste Rahmen (ab 1935) und Schraubenfeder-Primärfederung wenn nichts anderes vermerkt; (gelb hinterlegt sind Schmalspur-Drehgestelle, 1000 mm)
| Typ                     | Bildverweis   | Spur- weite (mm) | Achs- stand (mm) | Baujahr             | Federung | Besonderheiten, Verwendung |
| Reisezugwagen           | Reisezugwagen | Reisezugwagen    | Reisezugwagen    | Reisezugwagen       | Reisezugwagen | Reisezugwagen |
| ----------------------- | ------------- | ---------------- | ---------------- | ------------------- | --- | --- |
| preuß.                  |               | 1435             |                  | 1894–               | querstehende Blattfeder und Primär-Blattfeder                                                                                      | genietete Rahmen, Holzkastenwagen, Erstverwenderin Gotthardbahn |
| Schwanenhals            |               | 1435             |                  | 1914–               | querstehende Blattfeder und Primär-Schraubenfedern                                                                                 | genietete Rahmen, Holzkastenwagen |
| SIG-24*                 |               | 1000             | 1800 1700        | 1924–1933           | längs liegende Blattfedern | genietete Rahmen, Holzkastenwagen Brünig, BVZ |
| SWS-I                   |               | 1435             | 2500             | bis 1932            | querstehende Blattfeder | genietete Rahmen, Weiterentwicklung der preußischen Regelbauart, unter Holzkasten- und Stahlwagen                                                                                                 |
| SIG-29                  |               | 1000             | 1700             | 1929–1931           | querstehende Blattfeder | Schwere Stahlwagen der RhB (1154, 1161, 1207–1211, 1615–1620, 2221–2232) |
| SIG-32*                 |               | 1435             | 3000             | 1932–1935           | längsgestellte Blattfeder | genietete Rahmen, Weiterentwicklung von SWS-I, unter Polsterklasse-Stahlwagen |
| SWS-32*                 |               | 1435             | 2600 3000        | 1932–1935           | längsgestellte Blattfeder | genietete Rahmen, Weiterentwicklung von SWS-I, unter Stahlwagen |
| SIG-35*                 |               | 1000             |                  | 1935–1941           | Blattfedern und? | |
| SLM-Duplex              |               | 1435             |                  | 1935                | Schraubenfedern | Versuchsdrehgestell für Schnellfahrten. Losradfahrwerk und zylindrische Laufflächen sollten den Sinuslauf unterbinden                                                                             |
| SWS-II                  |               | 1435             | 2600 3000        | 1935–               | längsgestellte Blattfeder | unter den letzten schweren Stahlwagen der SBB |
| SWS-II-L                |               | 1435             | 2700             | 1937–1956           | längsgestellte Blattfeder | unter Leichtstahlwagen der SBB und einiger Privatbahnen |
| SIG-L                   |               | 1435             | 2700             | 1941–1946           | längsgestellter Torsionsstab und Torsionsstab-Primärfederung                                                                       | vorübergehend (bis ca. 1952) unter verschiedenen SBB-Leichtstahlwagen (C4ü 9634, C4ü 9691, AB4ü 1101-1108)                                                                                        |
| SIG-S*                  | →Wikicommons  | 1000             | 1800             | 1945–1991           | querstehende Torsionsstäbe | Typ Schelling, hauptsächlich auf Zahnradbahnen verwendet. Mitteleinstiegswagen, Einheitswagen, Umbauwagen der FO, FO/MGB 4011–14                                                                  |
| SWS-44*                 |               | 1000             | 1400 bis 1800    | 1944–1957           | querstehende Blattfeder | Mitteleinstiegswagen RhB, LEB, WSB, BD, Verwendung als Ersatzdrehgestelle unter Holzkastenwagen bei FO und BVZ, Postwagen.                                                                        |
| SWS-47                  |               | 1000             | 1800             | 1947–1949           | querstehende Blattfeder, später umgebaut auf Schraubenfedern                                                                       | RhB Mitteleinstiegswagen (1221–1222, 2321–2333) |
| SIG-L47*                |               | 1435             | 2700             | 1947–1949           | längsgestellter Torsionsstab, anfänglich quergestellte Torsionsstäbe für die Primärfederung, 1952 durch Schraubenfedern ersetzt    | unter den SBB-Leichtstahlwagen AB4ü 2809–2810/1109–1133 |
| SWP-49                  |               | 1000             | 1700             | 1935–1941           | querstehende Blattfeder | RhB Umbauwagen (1121–1123, 2271–2281) später Spitzenverkehrswagen (2261–2271) |
|                         |               | 1435             | 3940             | 1950                | ohne Primärfederung längsliegende Torsionsstäbe                                                                                    | 5-achsiges luftbereiftes Drehgestell mit Losradsätzen verwendet unter Pneuwagen B10ü 2501 von 1950 bis 1953 Hersteller: Carel Fouché & Cie., Paris                                                |
|                         |               | 1435             | 3940             | 1950                | ohne Primärfederung Schraubenfeder                                                                                                 | 5-achsiges luftbereiftes Drehgestell mit Losradsätzen verwendet unter Pneuwagen C10ü 6501 von 1950 bis 1958 Hersteller: Carel Fouché & Cie., Paris                                                |
|                         |               | 1435             |                  | 1952                | ohne Primärfederung | 4-achsiges luftbereiftes Drehgestell verwendet unter Pneuwagen B10ü 2501 ab 1953 bis 1963 |
| SIG-T50*                |               | 1435             | 2700             | 1950–1952           | quergestellter Torsionsstab | unter den SBB-Leichtstahlwagen AB4ü 1101-08 (Ersatz), 1134-1175 und C4ü 5400 |
| SWS-II-LS*              |               | 1435             | 2700             | 1952                | Schraubenfeder | als Weiterentwicklung des Typs SWS-II-L und Vorstufe zum Einheitswagen-Drehgestell SWS-56 unter den SBB-Leichtstahlwagen B4ü 2271–2280                                                            |
| SWS-50*                 |               | 1435             | 2700             | 1950–1953 1954–1957 | längsliegende Blattfedern bis 1970/71 Schraubenfedern                                                                              | BLS-RIC-Wagen A Typ Schlieren-BLS SBB-RIC-Wagen A und B Typ Schlieren-BLS |
| SIG-55*                 |               | 1435             | 2700             | 1955–1956           | querstehende Torsionsstäbe | BLS-RIC-Wagen A 191-192 und B 811-814 Typ Schlieren-BLS |
| SIG-54*                 |               | 1435             | 2700             | 1954–1964           | querstehende Torsionsstäbe | SBB-Stahl-Umbauwagen für den internationalen Verkehr |
| SIG-T*                  | →Wikicommons  | 1000             | 1800 2000 Bz     | 1956–2006           | querstehende Torsionsstäbe | Torsionsstabdrehgestell Typ Frei. Bz = RhB-Version mit Bremszahnrad. Nachbau bis 2006 durch MOB. Einheitswagen, Panoramawagen, RJ Niederflursteuerwagen, Umbauwagen der RhB, Mitteleinstiegswagen |
| SWS-EWI                 |               | 1435             | 2700             | 1956–1981           | Schraubenfeder | für die Einheitswagen I sowie EW II-D und DZt |
| SIG-EWI                 |               | 1435             | 2700             | 1958-60             | querliegender Torsionsstab | SBB-Erstklass-Einheitswagen I |
| SWP-58                  |               | 1435             | 2500             | 1958                | Luftfeder | Versuchsdrehgestell, eingesetzt unter dem ehemaligen Pneuwagen mit Mitteleinstieg B4ü 5991 |
| SWS-58                  |               | 1000             | 1500             | 1958–               | Schraubenfedern | Gepäck- und Postwagen, Verwendung als Ersatzdrehgestelle unter Holzkastenwagen bei der BVZ und später für Wagen Täsch–Zermatt.                                                                    |
| SWS-60*                 |               | 1435             | 2500             | 1960–1978           | Schraubenfedern | SBB-RIC-Wagen Bc Typ Schlieren-BLS sowie Typ X und Z2 und BLS-RIC-Wagen B 801-804 |
| SWP-64*                 |               | 1000             | 1800             | 1964–1967           | Schraubenfeder | FART B 120–123, FB Bt 102-108 |
| SWS-EWII                |               | 1435             | 2500             | 1965–1974           | Schraubenfedern | Einheitswagen II |
| SIG-EWII                |               | 1435             | 2500             | 1965–1971           | querliegender Torsionsstab | SBB-Erstklass-Einheitswagen II |
| SWP-71                  |               | 1435             | 2500 2700        | 1971–1976           | Schraubenfedern, Serieschaltung von Flexicoilfedern und Pendeln für ein verschleissfreies Ausdrehen                                | einige SBB EW II B und alle BDt verschiedene SBB-Speisewagen (Umrüstung) |
| SIG-66*                 |               | 1000             | 1700             | 1966–1976           | Schraubenfeder, Flexicoilfedern | Einheitswagen SIG Typ 1 |
| SWP-68                  |               | 1000             | 1800             | 1968–1972           | Schraubenfeder | Einheitswagen |
| SWP-74                  |               | 1000             | 1700 1800        | 1975–1991           | Flexicoil-Schraubenfeder | Einheitswagen |
| Y28 SIG-Q               |               | 1435             | 2500             | 1972–1973           | Schraubenfedern | Trittbrett am Wagenkasten, Prototypen EW III (A 18-34 000 und 001, B 29-34 000, WR 88-34 000) |
| SIG M(Q)S-sk            |               | 1435             | 2350             | 1975                | Primär: Gummifedern, sekundär: Schraubenfedern                                                                                     | Trittbrett am Drehgestell, Einheitswagen III (Serie, 68 Wagen) |
| Fiat-Y0272S             |               | 1435             | 2560             | 1977–1979           | Schraubenfedern | Eurofima-Wagen Am 61 85 19-90 500–519, Bcm 61 85 50-90 100–119 |
| SWP-76/II               |               | 1435             | 2500             | 1980–1981           | Schraubenfedern | Bpm 61 85 20-70 500–529, heute B 50 85 20-73 000–026 und SRm 50 85 89-70 551 |
| FFA-LDG-80 FFA-LDG-80-Z |               | 1000             | 1800             | 1981–1986           | Schraubenfedern | Einheitswagen, Typ LDG-80-Z mit Bremszahnrad |
| SIG L-GSG2              |               | 1435             | 2500             | 1981–1991           | Stahlfedernn zwischen sphärischen Gummikalotten                                                                                    | SBB EW IV |
| SIG L-GA2T              |               | 1435             | 2500             | 1983–1997           | Luftfedern auf Gummischichtfedern                                                                                                  | SBB WRm EW IV, SBB Bt NPZ (Serie) , NPZ-Wagen BT/SZU, SBB DPZ |
| SIG M-SK                |               | 750              | 1800             | 1986–1993           | Primär: Gummi-Winkelschichffedern Sekundär: über sphärische Gummikalotten gelagerte Stahlfedern mit innenliegenden Gummihohlfedern | Waldenburgerbahn Bt |
| SIG L-GSG4              |               | 1435             | 2500             | 1988–1991           | Stahlfedern zwischen Gummischichtfedern                                                                                            | PTT Z Paketpostwagen, ausgerüstet mit drei Bremsscheiben pro Radsatz |
| SIG L-AK sm             |               | 1000             | 1800             | 1992–1993           | Luftfedern auf Gummischichtfedern                                                                                                  | SWA/SIG/ABB (A)Be 4/8 |
| SIG-X                   |               | 1435             | 2500             | 1992–2001           | Luftfeder | SBB B EW II 20-34 510, Revvivo-Umbau von EW I, teilweise mit Magnetschienenbremse |
| SIG-H1                  |               | 1435             | 2500             | 1981–               | Schraubenfeder Luftfeder | IC, EC, IC2000, |
| SIG-90                  |               | 1000             | 1800             | 1990–2000           | Schraubenfedern | PA-90, Panoramawagen, RhB Niederflursteuerwagen |
| Stadler-SSL             |               | 1000             | 1800             | 2006–2009           | Luftfeder | RhB- und MGB-Panoramawagen |
| Alstom Centro-1000      |               | 1000             | 1860             | 2009                | Luftfeder | MOB/Raility Niederflur-Steuerwagen und Niederflur-Panoramawagen |
| Alstom EV09             |               | 1000/1435        | 1500             | 2010                | Luftfeder | Spurwechsel-Drehgestell für MOB/Stadler Panoramawagen Goldenpass-Express und Umbau vorhandener Panorama- und Niederflurwagen                                                                      |
| Alstom EV18             |               | 1000/1435        | 1500             | 2018                | Luftfeder | Spurwechsel-Drehgestell für MOB/Stadler Panoramawagen Goldenpass-Express und Umbau vorhandener Niederflurwagen Weiterentwicklung aus EV09 TSI-Normen                                              |
| Güterwagen              |               |                  |                  |                     | | |
| LEILA                   |               | 1435             | 1800             | 2005-               | Gummi-Keilfedern | Containertragwagen Sgnss 33 85 4575 887-6 CH-HUPAC zur Erprobung |